# Виранто
Виранто (индон. Wiranto; род. 4 апреля 1947, Джокьякарта) — индонезийский военный и политический деятель, генерал. Министр-координатор по вопросам политики, права и безопасности Индонезии (1999—2000; 2016—2019). Главнокомандующий Национальной армией Индонезии (1998—1999). Министр обороны Индонезии (1998—1999). Кандидат в президенты Индонезии на выборах 2004 года, кандидат в вице-президенты Индонезии на выборах 2009 года.

## Ранние годы жизни
Виранто родился 4 апреля 1947 года в городе Джокьякарта в семье учителя начальных классов Р. С. Вировиджото (индон. R.S. Wirowijoto) и его жены, которую звали Суварсиджа (индон. Suwarsijah). Он был шестым ребёнком в семье из девяти детей. Месяц спустя после рождения Виранто семья была вынуждена переехать из Джокьякарты в Бойлоали, неподалёку от Суракарты, из-за угрозы занятия Джокьякарты нидерландскими войсками. В Суракарте Виранто получил начальное и среднее образование.
В детстве Виранто планировал связать свою жизнь с военной карьерой, но в юности изменил планы и решил стать архитектором. Однако, обучение на архитектора было для него невозможно из-за высокой стоимости образования, и он решил поступить в Национальную военную академию.

## Военная карьера
В 1968 году Виранто окончил военную академию. Он начал службу на Северном Сулавеси, где к 1982 году прошёл путь от командира взвода до командира батальона. С 1982 по 1985 годы служил в штаб-квартире Вооружённых сил, после чего был переведён в Командование стратегического резерва Сухопутных войск (Кострад). Службу в Кострад начал с должности начальника штаба бригады; в 1987 году его перевели в Джакарту, где он стал помощником заместителя начальника штаба Кострад по оперативной работе.
В 1989 году президент Сухарто назначил Виранто своим адъютантом, что впоследствии оказало положительное влияние на его дальнейшее продвижение по службе. В 1993 году он стал начальником штаба, а в 1994 году — командующим военным округом «Джая» (индон. KODAM Jaya). Два года спустя Сухарто назначил его командующим Кострад, а в 1997 году — начальником штаба армии. Виранто входил в так называемую фракцию «красно-белых», которая, в отличие от происламской фракции «зелёных», объединяла высокопоставленных военных, выступавших за ограничение роли ислама в общественной жизни страны.

## На посту главнокомандующего

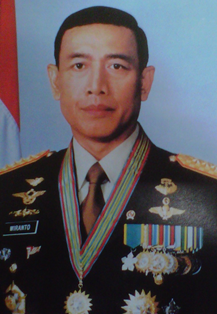
Виранто — главнокомандующий Национальной армией Индонезии

### Президентство Сухарто
В феврале 1998 года Виранто был назначен главнокомандующим Вооружёнными силами Индонезии. В это время страна находилась в крайне тяжёлом экономическом и политическом положении, вызванном Азиатским финансовым кризисом 1997—1998 годов и ростом оппозиции режиму Сухарто. В марте 1998 года на сессии Народного консультативного конгресса (НКК) Сухарто был в очередной раз переизбран на пост президента и вскоре сформировал новый кабинет, в котором Виранто получил пост министра обороны и безопасности.
18 апреля 1998 года 17 министров правительства, в том числе и Виранто, провели встречу с видными общественными деятелями и представителями студенческих организаций. На этой встрече Виранто занял осторожную позицию по отношению к продолжающимся социальным волнениям и выразил желание, что оппозиция не допустит эскалации волнений и погружения страны в анархию.
12 мая 1998 года Виранто приказал командующему военным округом «Джая» Шафри Шамсуддину и начальнику джакартской полиции полиции Хамами Ната принять меры по поддержанию безопасности в Джакарте. На следующий день, 13 мая, во время демонстрации студентов столичного Университета Трисакти полицейские открыли огонь по демонстрантам, в результате чего погибло четыре человека. После этого Виранто отдал приказы о мобилизации сил военной полиции и о переброске в Джакарту подразделений морской пехоты и сил Кострад дл сдерживания демонстрантов.
15 мая произошла встреча Виранто с Сухарто. Во время разговора с Виранто, президент предложил ему создать Оперативное командование по восстановлению национальной безопасности и порядка (индон. KOPKKN), назначив его командующим и наделив чрезвычайными полномочиями для наведения порядка в стране. Однако, Виранто отказался брать на себя такую ответственность.
21 мая Сухарто объявил о своей отставке с поста президента, его преемником стал недавно избранный вице-президентом Бухаруддин Юсуф Хабиби. После отставки Сухарто Виранто заявил, что Вооружённые силы берут на себя обеспечение безопасности экс-президента и его семьи.

### Президентство Хабиби
После прихода к власти Хабиби Виранто, сохранивший за собой посты главнокомандующего и министра обороны, начал предпринимать шаги по реформированию Вооружённых сил. 11 июня 1998 года Виранто и председатель Совета народных представителей (СНП) Хармоко издали совместный манифест под названием «Основы философии Вооружённых сил во время реформы на пути к достижению национальной цели», содержавший изложение основных задач военной реформы (англ. The Fundamentals of ABRI's Philosophy on Reform Towards Achieving the National Goal). В августе того же года главнокомандующий принял решение об отмене в провинции Ачех режима военного времени, который действовал там на протяжении нескольких десятилетий.
В ноябре 1998 года была проведена специальная сессия НКК.; программа ограниченных реформ, принятая на этой сессии, вызвало недовольство широких слоёв населения, требовавших более радикальных преобразований. На улицах Джакарты начались демонстрации протеста. По приказу Виранто армия открыла огонь по протестующим, в результате чего погибло 8 и было ранено 226 человек. Однако, несмотря на эту расправу с оппозиционерами, он сохранил в обществе репутацию реформатора и всячески стремился её поддерживать; так, в январе 1999 года он провёл встречу с лидерами сторонников реформ.
В апреле 1999 года, в результате реорганизации Вооружённых сил, из их состава была выделена полиция, ставшая самостоятельной структурой. Сами же Вооружённые силы вновь получили название Национальная армия Индонезии (индон. Tentara Nasional Indonesia), которое они носили с 1947 по 1965 год. Во время парламентских выборов 1999 года Виранто руководил поддержанием безопасности избирательной кампании; при этом армия провозгласила нейтралитет, отказавшись от поддержки партии Голкар, которую она активно поддерживала во время правления Сухарто.
После того, как в 1999 году жители Восточного Тимора на референдуме высказались за независимость от Индонезии, Виранто, как главнокомандующий, руководил выводом индонезийских войск с восточнотиморской территории. Впоследствии в его адрес были выдвинуты обвинения в попустительстве нарушениям прав человека, совершённые индонезийскими военнослужащими во время отступления с Восточного Тимора.

### Президентские выборы 1999 года
В 1999 году была проведена специальная сессия НКК, на которой состоялись выборы президента и вице-президента. Хабиби, кандидат в президенты от Голкар, выбрал Виранто кандидатом в вице-президенты, однако впоследствии отказался от выдвижения своей кандидатуры на новый срок. Новым кандидатом от Голкар стал Акбар Танджунг, в то время занимавший пост госсекретаря, который также выбрал Виранто в качестве своего напарника. Однако затем Акбар Танджунг также отказался от борьбы за высший государственный пост, призвав своих сторонников поддержать Абдуррахмана Вахида, лидера исламской Партии национального пробуждения.

## Политическая карьера
В кабинете президента Вахида Виранто занял пост министра-координатора по вопросам политики, права и безопасности. Однако, уже через три месяца после своего назначения, в январе 2000 года, он покинул этот пост, из-за разногласий, возникших между ним и Вахидом.
В январе 2003 года Мегавати Сукарнопутри, ставшая президентом после импичмента Вахида в 2001 году, объявила о повышении цен на топливо, электроэнергию и телефонную связь. В стране начались антипрезидентские демонстрации, одним из организаторов которых называли Виранто.
24 февраля 2003 года Специальная группа по расследованию преступлений в Восточном Тиморе (англ. East Timor Special Crimes Unit) предъявила Виранто обвинения в преступлениях против человечества, совершённых им во время пребывания на посту главнокомандующего армией. Однако, вскоре генеральный прокурор Восточного Тимора заявил о том, что не поддерживает обвинения против него. В конечном итоге, с Виранто были сняты все обвинения, а ордер на его арест, который должен был быть направлен в Интерпол, так и не был туда направлен.
В августе 2003 года Виранто решил принять участие в выборах кандидата на пост президента от партии Голкар. Главными его соперниками стали бывший спикер СНП Акбар Танджунг, бывший командующий Кострад, бизнесмен и политик Прабово Субианто, предприниматель Абуризал Бакри, медиамагнат Сурья Пало, министр-координатор по вопросам народного благосостояния Юсуф Калла, султан Джокьякарты Хаменгкубувоно X и мусульманский деятель Нурхолиш Маджид. 20 апреля 2004 года состоялась национальная конференция Голкара, ко времени проведения которой Нурхолиш Маджид и Хаменгкубувоно X сняли свои кандидатуры, а Юсуф Калла вообще вышел из рядов Голкара, чтобы стать кандидатом в вице-президенты в паре с Сусило Бамбангом Юдойоно. В результате голосования делегатов конференции Виранто был избран кандидатом в президенты, получив 315 голосов против 227 у его ближайшего соперника Акбара Танджунга.
В качестве своего напарника, кандидата в вице-президенты, Виранто выбрал Салахуддина Вахида, брата бывшего президента Абдуррахмана Вахида. Свой выбор он объяснил тем, что хотел улучшить свой имидж после скандала с нарушением прав человека в Восточном Тиморе: «Гус Солах (Салахуддин Вахид) является чистой фигурой, — заявил Виранто — он, конечно, не будет замешан в грязных делах. К тому же, он — вице-председатель Национальной комиссии по правам человека. Таким образом, я буду чист». Поддержку кандидатурам Виранто и Салахуддина Вахида оказали Партия национального пробуждения, возглавляемая Абдуррахманом Вахидом, и мусульманская организация Нахдатул Улама, многолетним председателем которой также был Абдуррахман Вахид.
5 июля 2004 года состоялись первые в Индонезии всенародные выборы президента, на которых Виранто и Салахуддин Вахид получили 22,19 % голосов. По итогам выборов, победу одержали Сусило Бамбанг Юдойоно и Юсуф Калла.
В преддверии очередного съезда Голкара, намеченного на 2004 год, Виранто решил выдвинуть свою кандидатуру на пост председателя партии. Однако, выборы председателя также окончились для бывшего главнокомандующего неудачей — на них одержал победу действующий вице-президент Юсуф Калла, поддержанный президентом Сусило Бамбангом Юдойоно.
После прихода к власти Сусило Бамбанга Юдойоно, Виранто стал одним из лидеров оппозиции новым властям. В августе 2005 года состоялась встреча нескольких видных политических деятелей Индонезии — Виранто, бывших президентов Вахида и Мегавати Сукарнопутри, бывшего вице-президента Три Сутрисно и бывшего спикера СНП Акбара Танджунга. 1 сентября они подписали официальное заявление об образовании организации оппонентов президента Юдойоно — Объединённой коалиции пробуждения архипелага (индон. Koalisi Nusantara Bangkit Bersatu).
В сентябре 2005 года Виранто вступил в общественную организацию «Союз государственности», созданную бывшим членом Голкара Марвой Даудом Ибрагимом. В мае 2006 года на съезде национального руководства организации он заявил, что она может быть преобразована в политическую партию. Наконец, 22 декабря 2006 года Виранто объявил о создании на базе «Союза государственности» Партии народной совести; на первом съезде партии он был избран её первым председателем.
В 2009 году Виранто участвовал в президентских выборах как кандидат в вице-президенты в паре с Юсуфом Каллой, заняв по итогам выборов третье место с 12,41 % голосов.
Виранто считается закулисным покровителем крайне правых организаций Фронт защитников ислама (FPI, лидер Мухаммад Ризик Шихаб) и Юность Панча Сила—Партия патриотов (PP, лидер Джапто Сурджосумарно).
27 июля 2016 года Виранто вновь занял пост министра-координатора по вопросам политики, права и безопасности в Рабочем кабинете президента Джоко Видодо.

## Семья
С 1975 года женой Виранто является Ругая Усман (индон. Rugaiya Usman), глава джакартского отделения индонезийского Красного Креста. У них трое детей — Лия (индон. Lia), Майя (индон. Maya) и Зайнал (индон. Zainal).